# Chaos: The Battle of Wizards
Chaos: The Battle of Wizards – komputerowa strategiczna gra turowa osadzona w świecie fantasy, stworzona przez Juliana Gollopa, wydana w 1985 przez Games Workshop na ZX Spectrum. W 1990 roku powstała kontynuacja Lords of Chaos, a w 2015 doczekała się kontynuacji zatytułowanej Chaos Reborn.

## Rozgrywka
Gracze wcielają się w walczących między sobą magów. Każdy z nich może być kontrolowany przez gracza lub komputer. Magowie posiadają przeróżne, dobierane losowo czary, w tym proste ataki, a także czary przyzywające stworzenia takie jak smoki czy wampiry, zmieniające pole bitwy, dodające broń lub zwiększające możliwości obronne. Rozgrywka polega na rzucaniu określonych czarów raz na turę, przemieszczaniu przyzwanych jednostek po polu bitwy, używaniu kolejnych czarów, a celem jest wygrana z przeciwnikami. Dostępne jednostki różnią się od siebie umiejętnościami (np. smok czy pegaz latają, ignorując istniejące przeszkody, inne stworzenia dysponują atakami dystansowymi), siłą i odległością, którą mogą przebyć w trakcie ruchu.